# Tugana infumata
Espèce
Synonymes
- Alauximus infumatus Bryant, 1948

Tugana infumata est une espèce d'araignées aranéomorphes de la famille des Amaurobiidae.

## Distribution
Cette espèce est endémique de République dominicaine,. Elle se rencontre dans la cordillère Centrale.

## Description
La femelle holotype mesure 4,0 mm.

## Publication originale
- Bryant, 1948 : The spiders of Hispaniola. Bulletin of the Museum of Comparative Zoology, vol. 100, p. 331-459 (texte intégral).